# GP2-Serie 2009
Die GP2-Serie 2009 war die fünfte Saison der GP2-Serie. Sie startete am 9. Mai 2009 in Barcelona, Spanien auf dem Circuit de Catalunya und endete am 20. September 2009 in Portimão, Portugal auf dem Autódromo Internacional do Algarve. Den Meistertitel der Fahrer gewann Nico Hülkenberg, dessen Team ART Grand Prix die Teamwertung für sich entschied.

## Teams und Fahrer
| Bild                          | Team                                                   | Auto #           | Fahrer              | Rennwochenende | Quelle |
| ----------------------------- | ------------------------------------------------------ | ---------------- | ------------------- | -------------- | ------ |
| Barwa Addax                   | Barwa Addax                                            | 1                | Witali Petrow       | Alle           | [ 1 ]  |
| Barwa Addax                   | Barwa Addax                                            | 2                | Romain Grosjean     | 1–6            | [ 1 ]  |
| Barwa Addax                   | Barwa Addax                                            | 2                | Davide Valsecchi    | 7–10           | [ 2 ]  |
| iSport International          | iSport International                                   | 3                | Giedo van der Garde | Alle           | [ 3 ]  |
| iSport International          | iSport International                                   | 4                | Diego Nunes         | Alle           | [ 3 ]  |
|                               | Piquet GP                                              | 5                | Roldán Rodríguez    | Alle           | [ 4 ]  |
| 6                             | Piquet GP                                              | Alberto Valerio  | Alle                | [ 5 ]          |        |
| Fat Burner Racing Engineering | Fat Burner Racing Engineering                          | 7                | Lucas di Grassi     | Alle           | [ 6 ]  |
| Fat Burner Racing Engineering | Fat Burner Racing Engineering                          | 8                | Dani Clos           | Alle           | [ 7 ]  |
| ART Grand Prix                | ART Grand Prix                                         | 9                | Pastor Maldonado    | Alle           | [ 8 ]  |
| ART Grand Prix                | ART Grand Prix                                         | 10               | Nico Hülkenberg     | Alle           | [ 9 ]  |
| Telmex Arden International    | Telmex Arden International                             | 11               | Sergio Pérez        | Alle           | [ 10 ] |
| Telmex Arden International    | Telmex Arden International                             | 12               | Edoardo Mortara     | Alle           | [ 10 ] |
| Super Nova Racing             | Super Nova Racing                                      | 14               | Luca Filippi        | Alle           |        |
| Super Nova Racing             | Super Nova Racing                                      | 15               | Javier Villa        | Alle           | [ 11 ] |
| DAMS                          | DAMS                                                   | 16               | Jérôme D’Ambrosio   | Alle           |        |
| DAMS                          | DAMS                                                   | 17               | Kamui Kobayashi     | Alle           |        |
|                               | Trident Racing                                         | 18               | Ricardo Teixeira    | Alle           |        |
| 19                            | Trident Racing                                         | Davide Rigon     | 1–4, 6–10           |                |        |
| 19                            | Trident Racing                                         | Rodolfo González | 5                   | [ 12 ]         |        |
| FMS International             | FMS International PartyPokerRacing.com Scuderia Coloni | 20               | Andreas Zuber       | 1–7, 9–10      | [ 13 ] |
| FMS International             | FMS International PartyPokerRacing.com Scuderia Coloni | 21               | Luiz Razia          | 1–7, 9–10      | [ 6 ]  |
| Durango                       | Durango                                                | 22               | Davide Valsecchi    | 1–6            | [ 14 ] |
| Durango                       | Durango                                                | 22               | Stefano Coletti     | 7–8            | [ 15 ] |
| Durango                       | Durango                                                | 23               | Nelson Panciatici   | 1–8            | [ 16 ] |
| Ocean Racing Technology       | Ocean Racing Technology                                | 24               | Karun Chandhok      | Alle           | [ 18 ] |
| Ocean Racing Technology       | Ocean Racing Technology                                | 25               | Álvaro Parente      | Alle           | [ 19 ] |
| David Price Racing            | David Price Racing                                     | 26               | Michael Herck       | Alle           | [ 20 ] |
| David Price Racing            | David Price Racing                                     | 27               | Giacomo Ricci       | 1–4            | [ 20 ] |
| David Price Racing            | David Price Racing                                     | 27               | Franck Perera       | 5–8            | [ 21 ] |
| David Price Racing            | David Price Racing                                     | 27               | Johnny Cecotto jr.  | 9–10           | [ 22 ] |

## Rennkalender
Der Rennkalender der GP2-Serie-Saison 2009 wurde am 16. Dezember 2008 veröffentlicht. 2009 fuhr die GP2-Serie erstmals auf der neuen Rennstrecke in Portimão. Alle anderen Rennwochenenden fanden im Rahmenprogramm der Formel 1 statt.
| Nr. | Datum         | Rennstrecke                                      | Sieger              | Zweiter           | Dritter           | Pole-Position   | Schnellste Rennrunde |
| --- | ------------- | ------------------------------------------------ | ------------------- | ----------------- | ----------------- | --------------- | -------------------- |
| 01. | 09. Mai       | Circuit de Barcelona-Catalunya (Montmeló)        | Romain Grosjean     | Witali Petrow     | Jérôme D’Ambrosio | Romain Grosjean | Romain Grosjean      |
| 02. | 10. Mai       | Circuit de Barcelona-Catalunya (Montmeló)        | Edoardo Mortara     | Romain Grosjean   | Jérôme D’Ambrosio |                 | Dani Clos            |
| 03. | 23. Mai       | Circuit de Monaco (Monte Carlo)                  | Romain Grosjean     | Witali Petrow     | Andreas Zuber     | Romain Grosjean | Romain Grosjean      |
| 04. | 24. Mai       | Circuit de Monaco (Monte Carlo)                  | Pastor Maldonado    | Jérôme D’Ambrosio | Nico Hülkenberg   |                 | Witali Petrow        |
| 05. | 06. Juni      | Istanbul Park Circuit (Istanbul)                 | Witali Petrow       | Luca Filippi      | Davide Valsecchi  | Nico Hülkenberg | Karun Chandhok       |
| 06. | 07. Juni      | Istanbul Park Circuit (Istanbul)                 | Lucas di Grassi     | Javier Villa      | Witali Petrow     |                 | Lucas di Grassi      |
| 07. | 20. Juni      | Silverstone Circuit (Silverstone)                | Alberto Valerio     | Lucas di Grassi   | Nico Hülkenberg   | Romain Grosjean | Nico Hülkenberg      |
| 08. | 21. Juni      | Silverstone Circuit (Silverstone)                | Pastor Maldonado    | Andreas Zuber     | Karun Chandhok    |                 | Lucas di Grassi      |
| 09. | 11. Juli      | Nürburgring (Nürburg)                            | Nico Hülkenberg     | Roldán Rodríguez  | Andreas Zuber     | Nico Hülkenberg | Edoardo Mortara      |
| 10. | 12. Juli      | Nürburgring (Nürburg)                            | Nico Hülkenberg     | Álvaro Parente    | Kamui Kobayashi   |                 | Alberto Valerio      |
| 11. | 25. Juli      | Hungaroring (Mogyoród)                           | Nico Hülkenberg     | Lucas di Grassi   | Javier Villa      | Lucas di Grassi | Nico Hülkenberg      |
| 12. | 26. Juli      | Hungaroring (Mogyoród)                           | Giedo van der Garde | Luca Filippi      | Lucas di Grassi   |                 | Luca Filippi         |
| 13. | 22. August    | Valencia Street Circuit (Valencia)               | Witali Petrow       | Nico Hülkenberg   | Sergio Pérez      | Nico Hülkenberg | Nico Hülkenberg      |
| 14. | 23. August    | Valencia Street Circuit (Valencia)               | Nico Hülkenberg     | Sergio Pérez      | Witali Petrow     |                 | Nico Hülkenberg      |
| 15. | 29. August    | Circuit de Spa-Francorchamps (Spa-Francorchamps) | Álvaro Parente      | Nico Hülkenberg   | Lucas di Grassi   | Álvaro Parente  | Álvaro Parente       |
| 16. | 30. August    | Circuit de Spa-Francorchamps (Spa-Francorchamps) | Giedo van der Garde | Roldán Rodríguez  | Diego Nunes       |                 | Sergio Pérez         |
| 17. | 12. September | Autodromo Nazionale Monza (Monza)                | Giedo van der Garde | Witali Petrow     | Lucas di Grassi   | Witali Petrow   | Edoardo Mortara      |
| 18. | 13. September | Autodromo Nazionale Monza (Monza)                | Luiz Razia          | Lucas di Grassi   | Nico Hülkenberg   |                 | Luca Filippi         |
| 19. | 19. September | Autódromo Internacional do Algarve (Portimão)    | Nico Hülkenberg     | Luca Filippi      | Lucas di Grassi   | Witali Petrow   | Diego Nunes          |
| 20. | 20. September | Autódromo Internacional do Algarve (Portimão)    | Luca Filippi        | Sergio Pérez      | Javier Villa      |                 | Nico Hülkenberg      |

## Wertungen

### Punktesystem
Beim Hauptrennen (HAU) bekamen die ersten acht des Rennens 10, 8, 6, 5, 4, 3, 2 bzw. 1 Punkt(e). Beim Sprintrennen (SPR) erhielten die ersten sechs des Rennens 6, 5, 4, 3, 2 bzw. 1 Punkt(e). Zusätzlich erhielt der Gewinner des Qualifyings, der im Hauptrennen von der Pole-Position startete, zwei Punkte. Der Fahrer, der von den ersten zehn klassifizierten Fahrern die schnellste Rennrunde erzielte, erhielt ebenfalls einen Punkt.
| Punkteverteilung | Punkteverteilung | Punkteverteilung | Punkteverteilung | Punkteverteilung | Punkteverteilung | Punkteverteilung | Punkteverteilung | Punkteverteilung | Punkteverteilung | Punkteverteilung | Punkteverteilung | Punkteverteilung |
| ---------------- | ---------------- | ---------------- | ---------------- | ---------------- | ---------------- | ---------------- | ---------------- | ---------------- | ---------------- | ---------------- | ---------------- | ---------------- |
| Platz            | 1                | 2                | 3                | 4                | 5                | 6                | 7                | 8                | 9                | 10               | PP               | SR               |
| Hauptrennen      | 10               | 8                | 6                | 5                | 4                | 3                | 2                | 1                | 0                | 0                | 2                | 1                |
| Sprintrennen     | 6                | 5                | 4                | 3                | 2                | 1                | 0                | 0                | 0                | 0                | –                | 1                |

### Fahrerwertung
| Pos. | Fahrer           | ESP | ESP | MCO | MCO | TUR | TUR | GBR | GBR | GER | GER | HUN | HUN | EUR | EUR | BEL | BEL | ITA | ITA | POR | POR | Punkte |
| Pos. | Fahrer           | HAU | SPR | HAU | SPR | HAU | SPR | HAU | SPR | HAU | SPR | HAU | SPR | HAU | SPR | HAU | SPR | HAU | SPR | HAU | SPR | Punkte |
| ---- | ---------------- | --- | --- | --- | --- | --- | --- | --- | --- | --- | --- | --- | --- | --- | --- | --- | --- | --- | --- | --- | --- | ------ |
| 01   | N. Hülkenberg    | 9   | 14  | 5   | 3   | 5   | 4   | 3   | 5   | 1   | 1   | 1   | 7   | 2   | 1   | 2   | DNF | 6   | 3   | 1   | 16  | 100    |
| 02   | W. Petrow        | 2   | 9   | 2   | 6   | 1   | 3   | 15  | 10  | 4   | 4   | DNF | 12  | 1   | 3   | DNF | 6   | 2   | 5   | 4   | DNF | 75     |
| 03   | L. di Grassi     | DNF | 10  | 4   | 4   | 8   | 1   | 2   | 19  | 7   | DNF | 2   | 3   | 19  | DNF | 3   | DNF | 3   | 2   | 3   | 15  | 63     |
| 04   | R. Grosjean      | 1   | 2   | 1   | 17  | DNF | 12  | 5   | 4   | 18  | 5   | 10  | 4   |     |     |     |     |     |     |     |     | 45     |
| 05   | L. Filippi       | 4   | 7   | DNF | NC  | 2   | DNF | 14  | 16  | DNF | 18  | 6   | 2   | 7   | DNF | DNF | DNF | DNF | DNF | 2   | 1   | 40     |
| 06   | P. Maldonado     | 5   | 6   | 8   | 1   | 6   | 5   | 7   | 1   | DNF | 9   | 4   | DNF | DSQ | 8   | 4   | DNF | DNF | 15  | 11  | 20  | 36     |
| 07   | G. van der Garde | 7   | 4   | NC  | 11  | 15  | 13  | DNF | 13  | 12  | DNF | 7   | 1   | 14  | DNF | 6   | 1   | 1   | 6   | DNF | 6   | 34     |
| 08   | Á. Parente       | DNF | 11  | DNF | DNF | DNF | 10  | DNF | 11  | 6   | 2   | 9   | 6   | 4   | DNF | 1   | DNF | 11  | DNF | DNF | 4   | 30     |
| 09   | J. D’Ambrosio    | 3   | 3   | 6   | 2   | DNF | 15  | 19  | 12  | 10  | 7   | 16  | DNF | 9   | 4   | DNF | DNF | 4   | 4   | DNF | 10  | 29     |
| 10   | J. Villa         | 10  | DNF | 10  | 8   | 7   | 2   | DNF | 15  | 5   | 6   | 3   | 5   | 18  | 9   | 13  | 10  | 7   | 10  | 13  | 2   | 27     |
| 11   | R. Rodríguez     | DNF | DNF | 11  | DNF | DNF | 17  | 12  | 9   | 2   | DNF | DNF | 13  | 5   | DNF | 5   | 2   | 13  | 7   | 5   | DNF | 25     |
| 12   | S. Pérez         | 14  | 17  | 12  | 9   | DNF | 16  | 4   | 6   | 8   | 20  | DNF | 16  | 3   | 2   | DNF | 4   | DNF | DNF | DNF | 11  | 22     |
| 13   | A. Zuber         | DNF | DNF | 3   | 5   | 9   | 19  | 8   | 2   | 3   | DNF | DNF | 17  | 16  | DNF |     |     | 12  | DNF | 8   | 12  | 21     |
| 14   | E. Mortara       | 6   | 1   | DNF | 13  | DNF | 9   | DNF | DNF | 17  | DNF | 12  | 14  | 6   | 12  | 8   | DNF | 5   | DNF | DNF | 8   | 19     |
| 15   | A. Valerio       | 15  | 13  | DNF | DNF | 4   | 6   | 1   | 7   | DNF | 17  | DNF | 21  | 17  | 10  | DNF | 12  | DNF | 11  | DNF | 7   | 16     |
| 16   | K. Kobayashi     | 8   | 5   | DNF | 12  | DNF | NC  | DNF | 17  | 9   | 3   | 13  | 8   | 8   | 11  | 7   | 11  | 17  | 17  | 6   | 19  | 13     |
| 17   | D. Valsecchi     | DNF | 16  | 15  | 18  | 3   | DNF | 10  | 14  | 13  | 10  | 5   | 9   | 10  | DNF | DNF | 8   | 14  | 9   | 7   | 14  | 12     |
| 18   | K. Chandhok      | DNF | DNF | 7   | DNF | 13  | 14  | 6   | 3   | 11  | DNF | 17  | 10  | DNF | 6   | DNF | 7   | 19  | 12  | DNF | 13  | 10     |
| 19   | L. Razia         | 16  | 12  | 13  | 10  | DNF | 20  | 20  | DNF | DNF | 14  | DNF | DNF | DNF | 13  |     |     | 8   | 1   | 10  | 17  | 8      |
| 20   | D. Nunes         | 11  | 8   | DNF | 14  | 11  | 11  | 11  | DNF | DNF | 11  | DNF | 15  | 11  | 5   | 9   | 3   | 10  | DNF | 12  | 5   | 8      |
| 21   | D. Clos          | DNF | 19  | DNF | DNF | 12  | 7   | 13  | DNF | 16  | 8   | 11  | 11  | DNF | DNF | 10  | DNF | 15  | DNF | 9   | 3   | 4      |
| 22   | D. Rigon         | 17  | 21  | 9   | 7   | 10  | 8   | 16  | 20  |     |     | 8   | DNF | 12  | 7   | DNF | 5   | 9   | 8   | 14  | 9   | 3      |
| 23   | M. Herck         | 13  | DNF | 16  | 16  | DNF | DNF | 9   | 8   | 14  | 12  | 15  | DNF | 13  | DNF | DNF | 9   | 20  | 13  | DSQ | DNF | 0      |
| 24   | N. Panciatici    | 12  | 18  | DNF | 15  | DNF | DNF | 18  | DNF | 19  | 13  | 14  | 20  | DNF | 15  | 11  | 13  |     |     |     |     | 0      |
| 25   | S. Coletti       |     |     |     |     |     |     |     |     |     |     |     |     | DNF | DNF | 12  | DNS | INJ | INJ |     |     | 0      |
| 26   | R. Teixeira      | DNF | 20  | DNQ | DNQ | 14  | 18  | DNF | 18  | DNF | 15  | DNF | 19  | DNF | 14  | DNF | 14  | 16  | 14  | 15  | 21  | 0      |
| 27   | G. Ricci         | DNF | 15  | 14  | DNF | DNF | DNF | 17  | DNS |     |     |     |     |     |     |     |     |     |     |     |     | 0      |
| 28   | F. Perera        |     |     |     |     |     |     |     |     | DNF | 16  | DNQ | 18  | 15  | 16  | DNQ | DNQ |     |     |     |     | 0      |
| 29   | R. González      |     |     |     |     |     |     |     |     | 15  | 19  |     |     |     |     |     |     |     |     |     |     | 0      |
| 30   | J. Cecotto       |     |     |     |     |     |     |     |     |     |     |     |     |     |     |     |     | 18  | 16  | DNS | 18  | 0      |
| Pos. | Fahrer           | HAU | SPR | HAU | SPR | HAU | SPR | HAU | SPR | HAU | SPR | HAU | SPR | HAU | SPR | HAU | SPR | HAU | SPR | HAU | SPR | Punkte |
| Pos. | Fahrer           | ESP | ESP | MCO | MCO | TUR | TUR | GBR | GBR | GER | GER | HUN | HUN | EUR | EUR | BEL | BEL | ITA | ITA | POR | POR | Punkte |

| Legende  | Legende            | Legende                                                          |
| Farbe    | Abkürzung          | Bedeutung                                                        |
| -------- | ------------------ | ---------------------------------------------------------------- |
| Gold     | –                  | Sieg                                                             |
| Silber   | –                  | 2. Platz                                                         |
| Bronze   | –                  | 3. Platz                                                         |
| Grün     | –                  | Platzierung in den Punkten                                       |
| Blau     | –                  | Klassifiziert außerhalb der Punkteränge                          |
| Violett  | DNF                | Rennen nicht beendet (did not finish)                            |
| Violett  | NC                 | nicht klassifiziert (not classified)                             |
| Rot      | DNQ                | nicht qualifiziert (did not qualify)                             |
| Rot      | DNPQ               | in Vorqualifikation gescheitert (did not pre-qualify)            |
| Schwarz  | DSQ                | disqualifiziert (disqualified)                                   |
| Weiß     | DNS                | nicht am Start (did not start)                                   |
| Weiß     | WD                 | zurückgezogen (withdrawn)                                        |
| Hellblau | PO                 | nur am Training teilgenommen (practiced only)                    |
| Hellblau | TD                 | Freitags-Testfahrer (test driver)                                |
| ohne     | DNP                | nicht am Training teilgenommen (did not practice)                |
| ohne     | INJ                | verletzt oder krank (injured)                                    |
| ohne     | EX                 | ausgeschlossen (excluded)                                        |
| ohne     | DNA                | nicht erschienen (did not arrive)                                |
| ohne     | C                  | Rennen abgesagt (cancelled)                                      |
| ohne     | keine WM-Teilnahme |                                                                  |
| sonstige | P/fett             | Pole-Position                                                    |
| sonstige | 1/2/3/4/5/6/7/8    | Punktplatzierung im Sprint-/Qualifikationsrennen                 |
| sonstige | SR/kursiv          | Schnellste Rennrunde                                             |
| sonstige | *                  | nicht im Ziel, aufgrund der zurückgelegten Distanz aber gewertet |
| sonstige | ()                 | Streichresultate                                                 |
| sonstige | unterstrichen      | Führender in der Gesamtwertung                                   |

### Teamwertung
| Pos. | Team                                                   | Auto # | ESP | ESP | MCO | MCO | TUR | TUR | GBR | GBR | GER | GER | HUN | HUN | EUR | EUR | BEL | BEL | ITA | ITA | POR | POR | Punkte |
| Pos. | Team                                                   | Auto # | HAU | SPR | HAU | SPR | HAU | SPR | HAU | SPR | HAU | SPR | HAU | SPR | HAU | SPR | HAU | SPR | HAU | SPR | HAU | SPR | Punkte |
| ---- | ------------------------------------------------------ | ------ | --- | --- | --- | --- | --- | --- | --- | --- | --- | --- | --- | --- | --- | --- | --- | --- | --- | --- | --- | --- | ------ |
| 01   | ART Grand Prix                                         | 9      | 5   | 6   | 8   | 1   | 6   | 5   | 7   | 1   | DNF | 9   | 4   | DNF | DSQ | 8   | 4   | DNF | DNF | 15  | 11  | 16  | 136    |
| 01   | ART Grand Prix                                         | 10     | 9   | 14  | 5   | 3   | 5   | 4   | 3   | 5   | 1   | 1   | 1   | 7   | 2   | 1   | 2   | DNF | 6   | 3   | 1   | 20  | 136    |
| 02   | Barwa Addax                                            | 1      | 2   | 9   | 2   | 6   | 1   | 3   | 15  | 10  | 4   | 4   | DNF | 12  | 1   | 3   | DNF | 6   | 2   | 5   | 4   | DNF | 122    |
| 02   | Barwa Addax                                            | 2      | 1   | 2   | 1   | 17  | DNF | 12  | 5   | 4   | 18  | 5   | 10  | 4   | 10  | DNF | DNF | 8   | 14  | 9   | 7   | 14  | 122    |
| 03   | Super Nova Racing                                      | 14     | 4   | 7   | DNF | NC  | 2   | DNF | 14  | 16  | DNF | 18  | 6   | 2   | 7   | DNF | DNF | DNF | DNF | DNF | 2   | 1   | 67     |
| 03   | Super Nova Racing                                      | 15     | 10  | DNF | 10  | 8   | 7   | 2   | DNF | 15  | 5   | 6   | 3   | 5   | 18  | 9   | 13  | 10  | 7   | 10  | 13  | 2   | 67     |
| 04   | Fat Burner Racing Engineering                          | 7      | DNF | 10  | 4   | 4   | 8   | 1   | 2   | 19  | 7   | DNF | 2   | 3   | 19  | DNF | 3   | DNF | 3   | 2   | 3   | 15  | 67     |
| 04   | Fat Burner Racing Engineering                          | 8      | DNF | 19  | DNF | DNF | 12  | 7   | 13  | DNF | 16  | 8   | 11  | 11  | DNF | DNF | 10  | DNF | 15  | DNF | 9   | 3   | 67     |
| 05   | iSport International                                   | 3      | 7   | 4   | NC  | 11  | 15  | 13  | DNF | 13  | 12  | DNF | 7   | 1   | 14  | DNF | 6   | 1   | 1   | 6   | DNF | 6   | 42     |
| 05   | iSport International                                   | 4      | 11  | 8   | DNF | 14  | 11  | 11  | 11  | DNF | DNF | 11  | DNF | 15  | 11  | 5   | 9   | 3   | 10  | DNF | 12  | 5   | 42     |
| 06   | DAMS                                                   | 16     | 3   | 3   | 6   | 2   | DNF | 15  | 19  | 12  | 10  | 7   | 16  | DNF | 9   | 4   | DNF | DNF | 4   | 4   | DNF | 10  | 42     |
| 06   | DAMS                                                   | 17     | 8   | 5   | DNF | 12  | DNF | NC  | DNF | 17  | 9   | 3   | 13  | 8   | 8   | 11  | 7   | 11  | 17  | 17  | 6   | 19  | 42     |
| 07   | Piquet GP                                              | 5      | DNF | DNF | 11  | DNF | DNF | 17  | 12  | 9   | 2   | DNF | DNF | 13  | 5   | DNF | 5   | 2   | 13  | 7   | 5   | DNF | 41     |
| 07   | Piquet GP                                              | 6      | 15  | 13  | DNF | DNF | 4   | 6   | 1   | 7   | DNF | 17  | DNF | 21  | 17  | 10  | DNF | 12  | DNF | 11  | DNF | 7   | 41     |
| 08   | Telmex Arden International                             | 11     | 14  | 17  | 12  | 9   | DNF | 9   | 4   | 6   | 8   | 20  | DNF | 16  | 3   | 2   | DNF | 4   | DNF | DNF | DNF | 11  | 41     |
| 08   | Telmex Arden International                             | 12     | 6   | 1   | DNF | 13  | DNF | 16  | DNF | DNF | 17  | DNF | 12  | 14  | 6   | 12  | 8   | DNF | 5   | DNF | DNF | 8   | 41     |
| 09   | Ocean Racing Technology                                | 24     | DNF | DNF | 7   | DNF | 13  | 14  | 6   | 3   | 11  | DNF | 17  | 10  | DNF | 6   | DNF | 7   | 19  | 12  | DNF | 13  | 40     |
| 09   | Ocean Racing Technology                                | 25     | DNF | 11  | DNF | DNF | DNF | 10  | DNF | 11  | 6   | 2   | 9   | 6   | 4   | DNF | 1   | DNF | 11  | DNF | DNF | 4   | 40     |
| 10   | FMS International PartyPokerRacing.com Scuderia Coloni | 20     | DNF | DNF | 3   | 5   | 9   | 19  | 8   | 2   | 3   | DNF | DNF | 17  | 16  | DNF |     |     | 12  | DNF | 8   | 12  | 29     |
| 10   | FMS International PartyPokerRacing.com Scuderia Coloni | 21     | 16  | 12  | 13  | 10  | DNF | 20  | 20  | DNF | DNF | 14  | DNF | DNF | DNF | 13  |     |     | 8   | 1   | 10  | 17  | 29     |
| 11   | Durango                                                | 22     | DNF | 16  | 15  | 18  | 3   | DNF | 10  | 14  | 13  | 10  | 5   | 9   | DNF | DNF | 12  | DNS |     |     |     |     | 10     |
| 11   | Durango                                                | 23     | 12  | 18  | DNF | 15  | DNF | DNF | 18  | DNF | 19  | 13  | 14  | 20  | DNF | 15  | 11  | 13  |     |     |     |     | 10     |
| 12   | Trident Racing                                         | 18     | DNF | 20  | DNQ | DNQ | 14  | 18  | DNF | 18  | DNF | 15  | DNF | 7   | DNF | 14  | DNF | 14  | 16  | 14  | 15  | 21  | 3      |
| 12   | Trident Racing                                         | 19     | 17  | 21  | 9   | 7   | 10  | 8   | 16  | 19  | 15  | 19  | 8   | DNF | 13  | 7   | DNF | 5   | 9   | 8   | 14  | 9   | 3      |
| 13   | DPR                                                    | 26     | 13  | DNF | 16  | 16  | DNF | DNF | 9   | 8   | 14  | 12  | 15  | DNF | 13  | DNF | DNF | 9   | 20  | 13  | DSQ | DNF | 0      |
| 13   | DPR                                                    | 27     | DNF | 15  | 14  | DNF | DNF | DNF | 17  | DNS | DNF | 16  | DNQ | 18  | 15  | 16  | DNQ | DNQ | 18  | 16  | DNS | 18  | 0      |
| Pos. | Team                                                   | Auto # | HAU | SPR | HAU | SPR | HAU | SPR | HAU | SPR | HAU | SPR | HAU | SPR | HAU | SPR | HAU | SPR | HAU | SPR | HAU | SPR | Punkte |
| Pos. | Team                                                   | Auto # | ESP | ESP | MCO | MCO | TUR | TUR | GBR | GBR | GER | GER | HUN | HUN | EUR | EUR | BEL | BEL | ITA | ITA | POR | POR | Punkte |

| Legende  | Legende            | Legende                                                          |
| Farbe    | Abkürzung          | Bedeutung                                                        |
| -------- | ------------------ | ---------------------------------------------------------------- |
| Gold     | –                  | Sieg                                                             |
| Silber   | –                  | 2. Platz                                                         |
| Bronze   | –                  | 3. Platz                                                         |
| Grün     | –                  | Platzierung in den Punkten                                       |
| Blau     | –                  | Klassifiziert außerhalb der Punkteränge                          |
| Violett  | DNF                | Rennen nicht beendet (did not finish)                            |
| Violett  | NC                 | nicht klassifiziert (not classified)                             |
| Rot      | DNQ                | nicht qualifiziert (did not qualify)                             |
| Rot      | DNPQ               | in Vorqualifikation gescheitert (did not pre-qualify)            |
| Schwarz  | DSQ                | disqualifiziert (disqualified)                                   |
| Weiß     | DNS                | nicht am Start (did not start)                                   |
| Weiß     | WD                 | zurückgezogen (withdrawn)                                        |
| Hellblau | PO                 | nur am Training teilgenommen (practiced only)                    |
| Hellblau | TD                 | Freitags-Testfahrer (test driver)                                |
| ohne     | DNP                | nicht am Training teilgenommen (did not practice)                |
| ohne     | INJ                | verletzt oder krank (injured)                                    |
| ohne     | EX                 | ausgeschlossen (excluded)                                        |
| ohne     | DNA                | nicht erschienen (did not arrive)                                |
| ohne     | C                  | Rennen abgesagt (cancelled)                                      |
| ohne     | keine WM-Teilnahme |                                                                  |
| sonstige | P/fett             | Pole-Position                                                    |
| sonstige | 1/2/3/4/5/6/7/8    | Punktplatzierung im Sprint-/Qualifikationsrennen                 |
| sonstige | SR/kursiv          | Schnellste Rennrunde                                             |
| sonstige | *                  | nicht im Ziel, aufgrund der zurückgelegten Distanz aber gewertet |
| sonstige | ()                 | Streichresultate                                                 |
| sonstige | unterstrichen      | Führender in der Gesamtwertung                                   |